# Neoempheria pleurotivora
Neoempheria pleurotivora är en tvåvingeart som beskrevs av Mitsuhiro Sasakawa 1979. Neoempheria pleurotivora ingår i släktet Neoempheria och familjen svampmyggor.
Artens utbredningsområde är Thailand. Inga underarter finns listade i Catalogue of Life.